# Metehan Başar
Metehan Başar (ur. 19 lutego 1991) – turecki zapaśnik walczący w stylu klasycznym. Mistrz świata w 2017 i 2018 roku. 
Srebrny medalista mistrzostw Europy w 2017. Triumfator igrzysk śródziemnomorskich w 2018. Akademicki mistrz świata w 2014. Trzeci na igrzyskach europejskich w 2015 i trzynasty w 2019. Piąty na igrzyskach wojskowych w 2019. Czwarty w Pucharze Świata w 2015, 2017 i 2022, a piąty w 2014. Brązowy medal na MŚ i ME juniorów w 2011 roku.